# Ulica Królewska w Krakowie
Ulica Królewska – ulica w Krakowie, w dzielnicy V Krowodrza, zaczynająca się przy Placu Inwalidów i ciągnie się do skrzyżowania ul. Królewskiej z ulicą Kazimierza Wielkiego i ul. Mariana Smoluchowskiego (długości ok. 1300 m). Jej kontynuacją jest ulica Podchorążych na północny zachód i ulica Karmelicka na południowy wschód.
Ulicą przebiega torowisko tramwajowe. Kursują nią następujące linie tramwajowe: 4, 8, 13, 14, 24, 44 i 64 (nocna) oraz autobusowe 102 i 664 (nocna), zatrzymujące się na przystankach: Plac Inwalidów, Urzędnicza, Biprostal, UKEN (Uniwersytet Komisji Edukacji Narodowej) (w kierunku Bronowic).

## Historia
Ulica wytyczana była etapami. Pierwsze projekty powstały w 1913 roku po rozebraniu wału fortyfikacyjnego (w rejonie obecnej al. A. Mickiewicza). W 1924 roku zrealizowano krótki odcinek do ul. Pomorskiej, nazywany ul. J. Wybickiego. Stopniowo przedłużana, w 1935 sięgnęła do ul. S. Konarskiego. W czasie II wojny światowej Niemcy dokończyli (przerwane wybuchem wojny) prace nad wielką magistralą wiodącą z centrum Krakowa na zachód, m.in. przedłużając Królewską do ul. Podchorążych i w 1941 roku wybudowali linię tramwajową do Bronowic. 
W czasie okupacji ulica nosiła nazwę – Reichstrasse, od 1946 roku – ul. 18 Stycznia, w 1991 roku została przemianowana na ul. Królewską (nazwę tę nosiła w latach 1912–1925 sąsiednia ul. Lea).

## Zabudowa
W 2020 roku obszar zachodniej części Alei Trzech Wieszczów wraz z wnętrzem urbanistycznym Placu Inwalidów został wpisany do rejestru zabytków nieruchomych województwa małopolskiego. Układ urbanistyczny ulicy Królewskiej spełnia kryteria zabytku w trzech kategoriach: historycznego układu urbanistycznego, historycznego zespołu budowalnego i krajobrazu kulturowego.

Dwa obiekty zostały wpisane do rejestru już wcześniej:
- w 1989 roku – kamienica z 1914 roku, projektu Beniamina Torbe, przy ul. Królewskiej 5 (Józefitów);
- w 2017 roku – Dom Śląski z lat 1932–1937, projektu Ludwika Wojtyczko i J. Rybickiego, przy ul. Królewskiej 1 (Pomorskiej 2).

Obiekty wpisane do gminnej ewidencji zabytków:
- ul. Królewska 2 (pl. Inwalidów 5) – dom Cechu Rzemiosł Różnych, projektował Jan Rzymkowski, 1927;
- ul. Królewska 3 – kamienica, projektował Józef Chmielewski, 1914;
- ul. Królewska 5 (ul. Józefitów 12) – kamienica, projektował Beniamin Torbe, 1914;
- ul. Królewska 6 (Józefitów 14) – kamienica, projektował Wacław Krzyżanowski, 1923–1925;
- ul. Królewska 7 (Józefitów 11) – kamienica, ok. 1935;
- ul. Królewska 8 (Józefitów 13) – kamienica, lata 30. XX wieku;
- ul. Królewska 9 – kamienica, projektował Otto Ippoldt, 1935;
- ul. Królewska 10 – kamienica, projektował Salomon Jonkler, 1938;
- ul. Królewska 52 – kamienica, lata 30. XX wieku;
- ul. Królewska 54 (Urzędnicza 47) – kamienica, projektował Ignacy Bierer, 1925;
- ul. Królewska (numery parzyste od 12 do 50, 56, oraz od 58 do 80) – bloki na terenie osiedla niemieckiego, lata 40. XX wieku.

Zabudowa w systemie blokowym została zrealizowana przez Niemców zgodnie z zasadą Licht und Luft (światło i powietrze). Miała ona stworzyć zaplecze mieszkaniowe dla osadników niemieckich, głównie urzędników. Budowę zespołu mieszkaniowego przy Reichenstrasse nadzorował G.Stahl, szef Miejskiego Urzędu Budowlanego, a głównym projektantem był Zbigniew Kupiec.
Przy budowie wielu domów wykorzystano wapień pińczowski, głównie w partiach cokołu, portali i obramień okiennych. Charakterystycznymi elementami są także wykusze, przypory i podcienie.
Kamienice przy ul. Królewskiej 14–18 mają okna klatki schodowej nawiązujące do modernistycznych okien w typie termometru, jednakże zamknięte są łukiem i obramione kamienną listwą. W części narożnej kamienicy przy ul. Królewskiej 20 wybudowano kamienne podcienie z szerokimi szkarpami. 
- ul. Królewska 17 – dom, projektował Wilhelm Offenbeck, 1944;
- ul. Królewska 23 – blok, projektował Wilhelm Offenbeck, 1944;
- ul. Królewska 29 – blok, Wilhelm Offenbeck, 1944;
- ul. Królewska 35 – blok,  projektował Wilhelm Offenbeck, 1944;

Zabudowa tej części ulicy (ul. Królewska 17–39) to dwupiętrowe budynki, ze stromymi dachami. Ułożone są tak, że wewnątrz osiedla znajdują się wewnętrzne dziedzińce wypełnione zielenią;
- ul. Królewska pomiędzy nr 26-48 – schron przeciwlotniczy, wykonawca firma Tadeusza Tombińskiego, 1944;
- ul. Królewska pomiędzy nr 60-76 – schron przeciwlotniczy, wykonawca firma Tadeusza Tombińskiego, 1944.

W latach 1954–1969 wzdłuż ul. Królewskiej i Podchorążych powstała nowa zabudowa mieszkaniowa wraz z infrastrukturą dla ok. 40 tys. mieszkańców według projektu S. Hagera i J. Sierosławskiego. Pojedyncze budynki w tej części ul. Królewskiej projektowali także Z. Kuczera, W. Głowacki, Z. Gołąb, J. Petelenz i L. Chawiński. Wzniesiono trzy szkoły podstawowe, dwa licea i dwa przedszkola. Lokale w części parterowej przeznaczono na cele handlowo-usługowe, zbudowano też kilka wolno stojących pawilonów.
Obiekty wpisane do gminnej ewidencji zabytków:
- ul. Królewska 57 – biurowiec Biprostal i mozaika, biurowiec projektowali Marek Wrześniak i  Piotr Czapczyński, mozaikę Celina Strylska–Taranczewska, biurowiec 1965, mozaika 1964;
- ul. Królewska 63, 67 – para bliźniaczych pawilonów handlowo-usługowych, projektowali Danuta Hager, Stanisław Hager i Marian Kuźniar, 1960.

W budynku przy ul. Królewskiej 4 ma swoją siedzibę Komisariat Policji IV w Krakowie, który obsługuje 3 dzielnice Krakowa – Dzielnicę V Krowodrza, Dzielnicę VI Bronowice, Dzielnica VII Zwierzyniec.

## Galeria

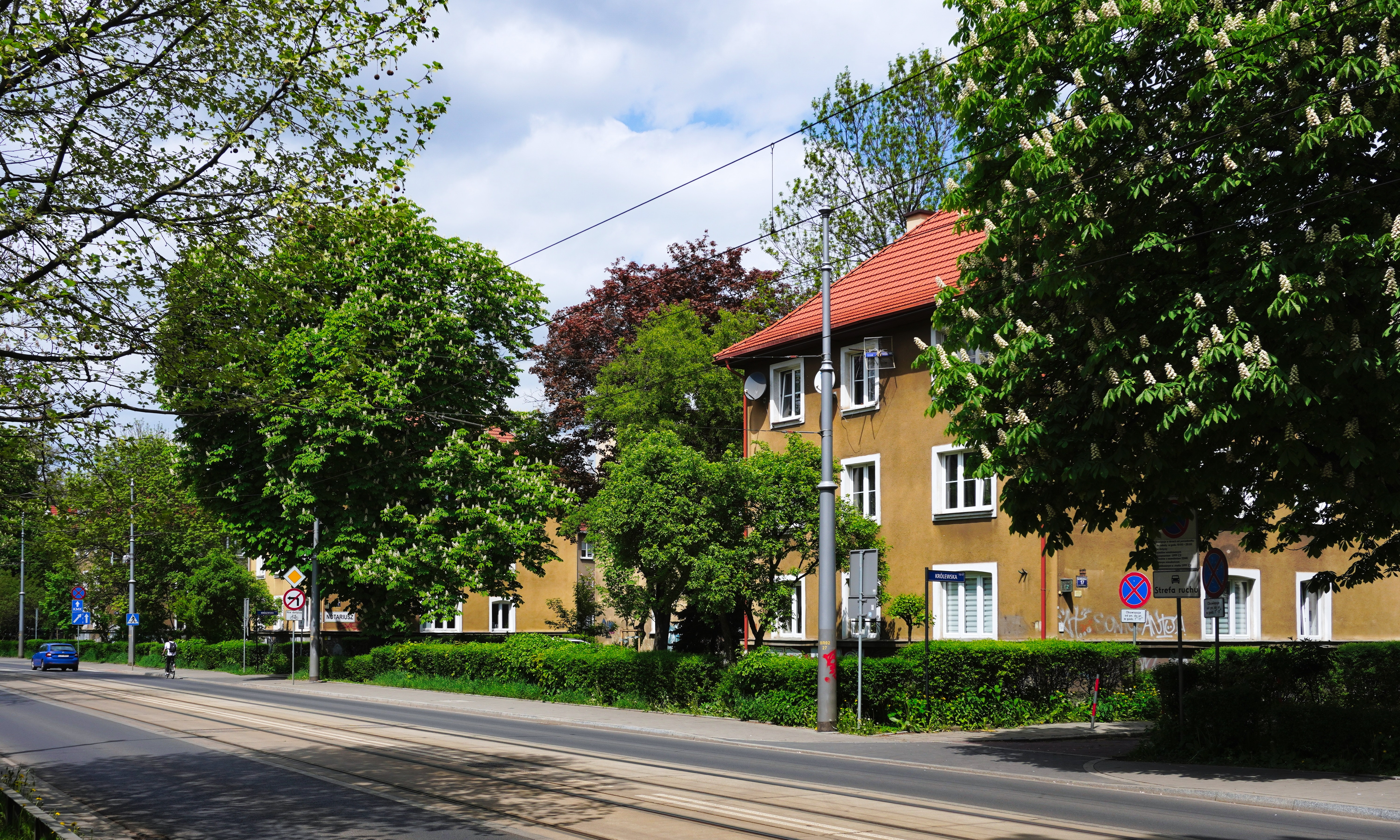
Osiedle urzędników Generalnego Gubernatorstwa
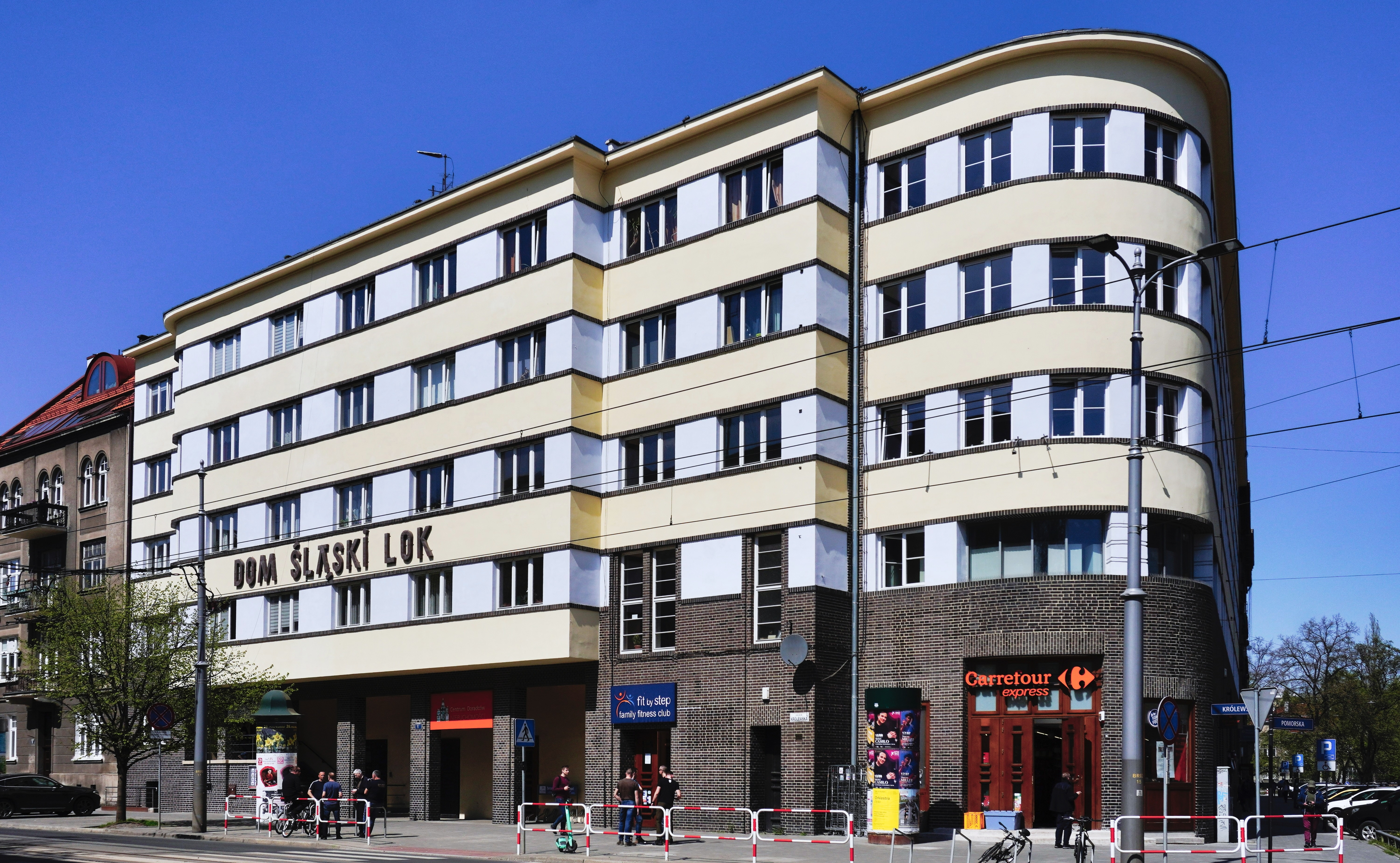
ul. Królewska 1 (ul. Pomorska 2–4) Dom Śląski (proj. Józef Rybicki, 1932–1937)
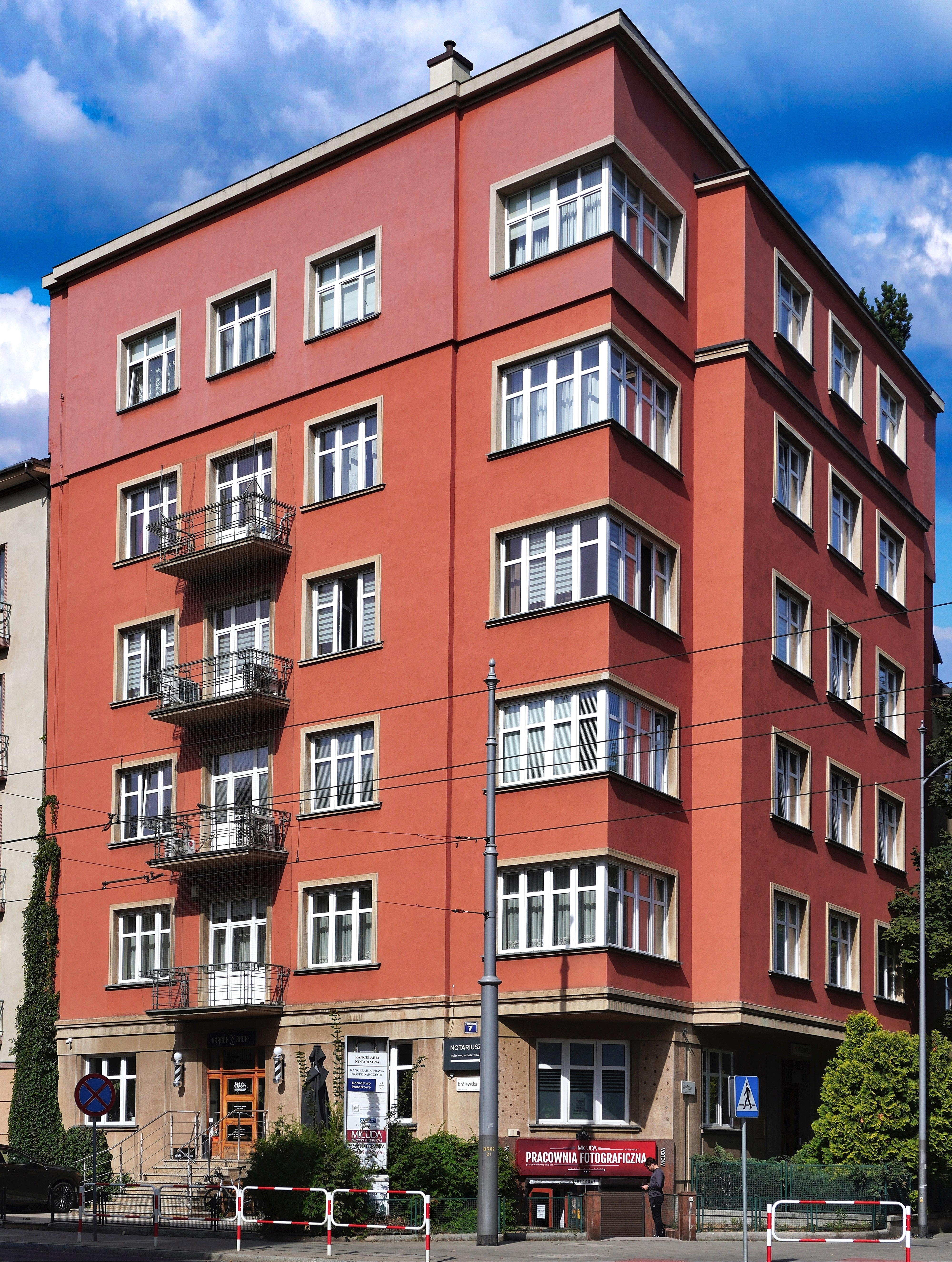
ul. Królewska 7 (ul. Józefitów 11) Kamienica (ok. 1935)
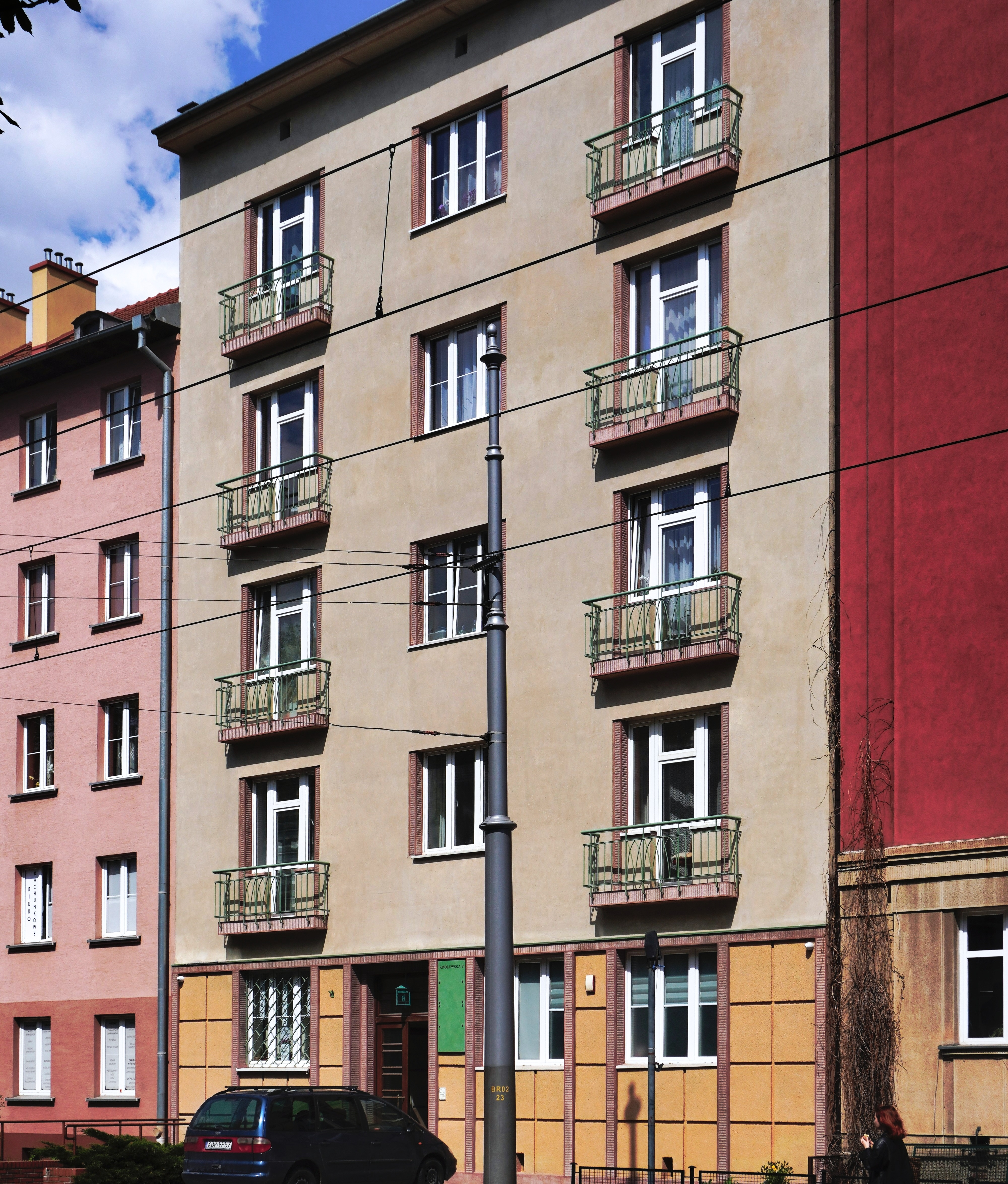
ul. Królewska 9 Kamienica (proj. Otto Ippoldt, 1935)
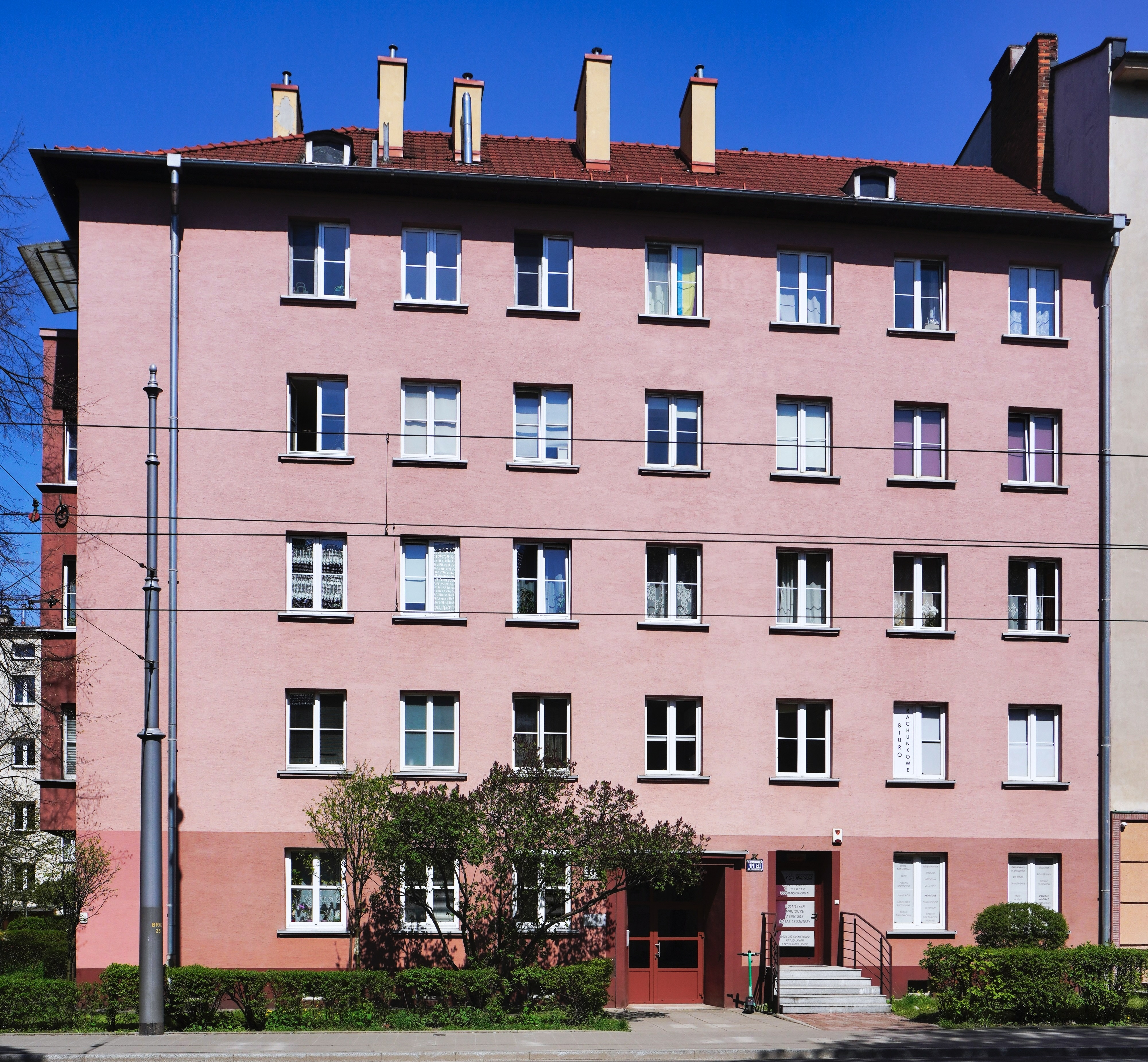
ul. Królewska 11 Kamienica
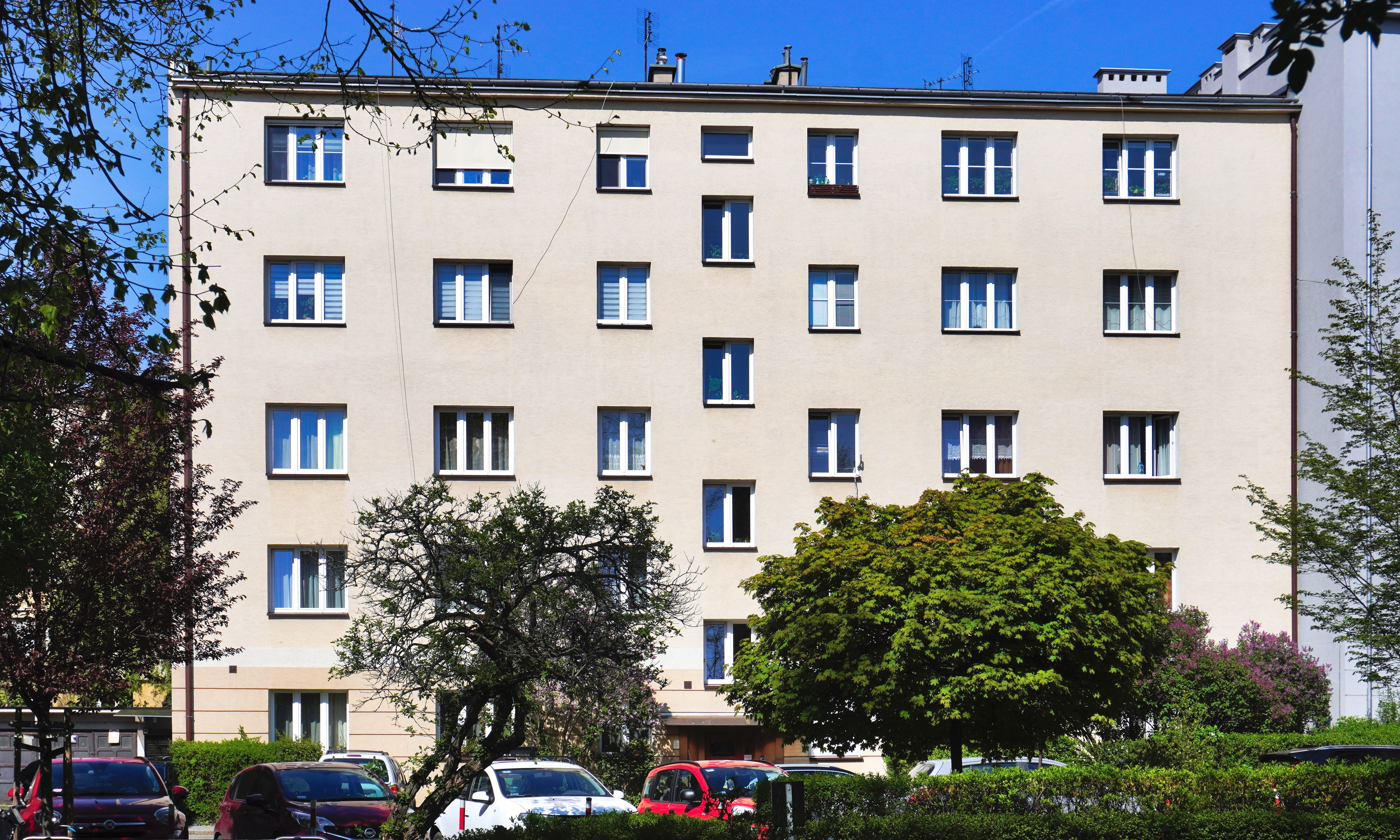
ul. Królewska 13 Blok mieszkalny
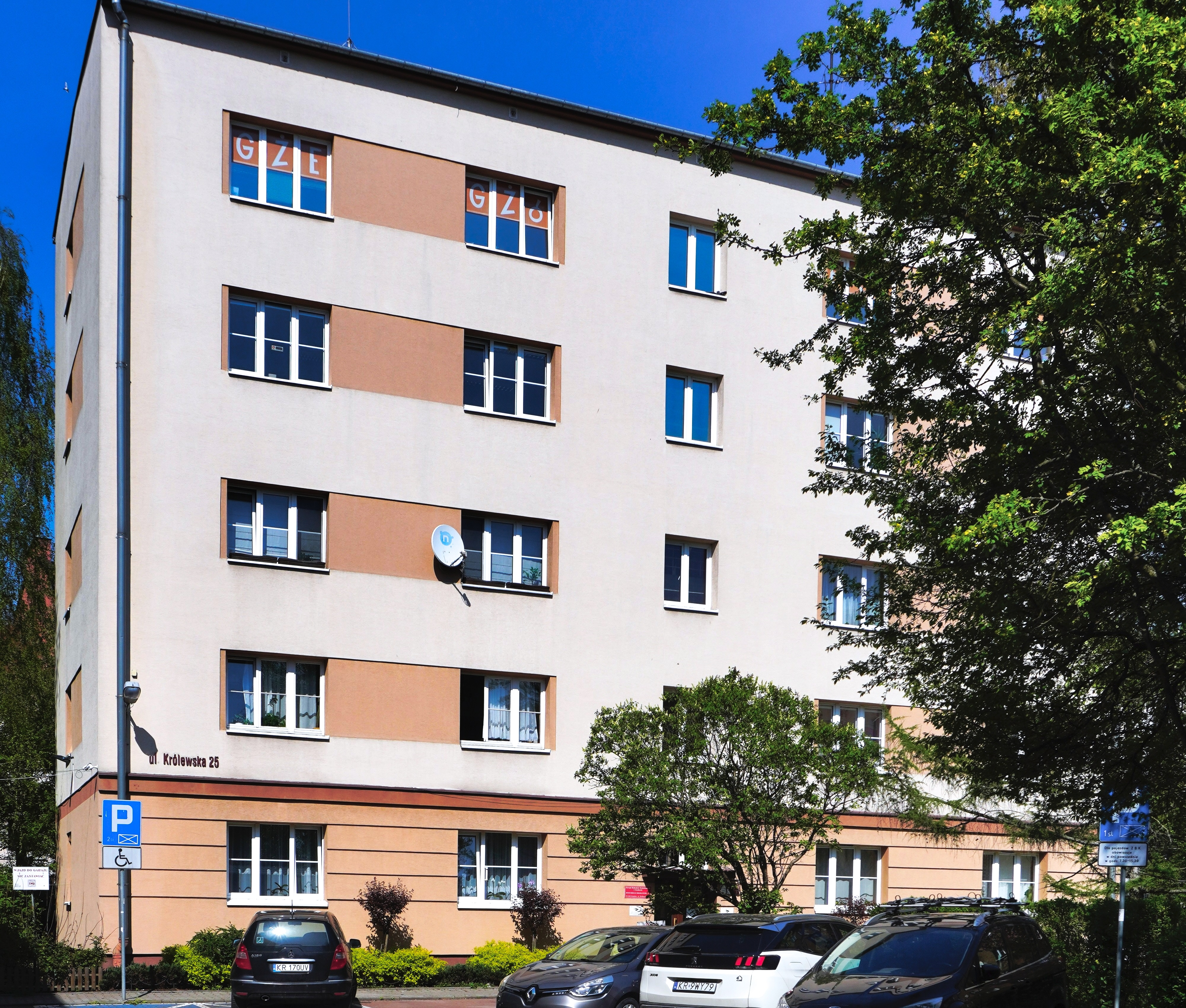
ul. Królewska 25 Blok mieszkalny
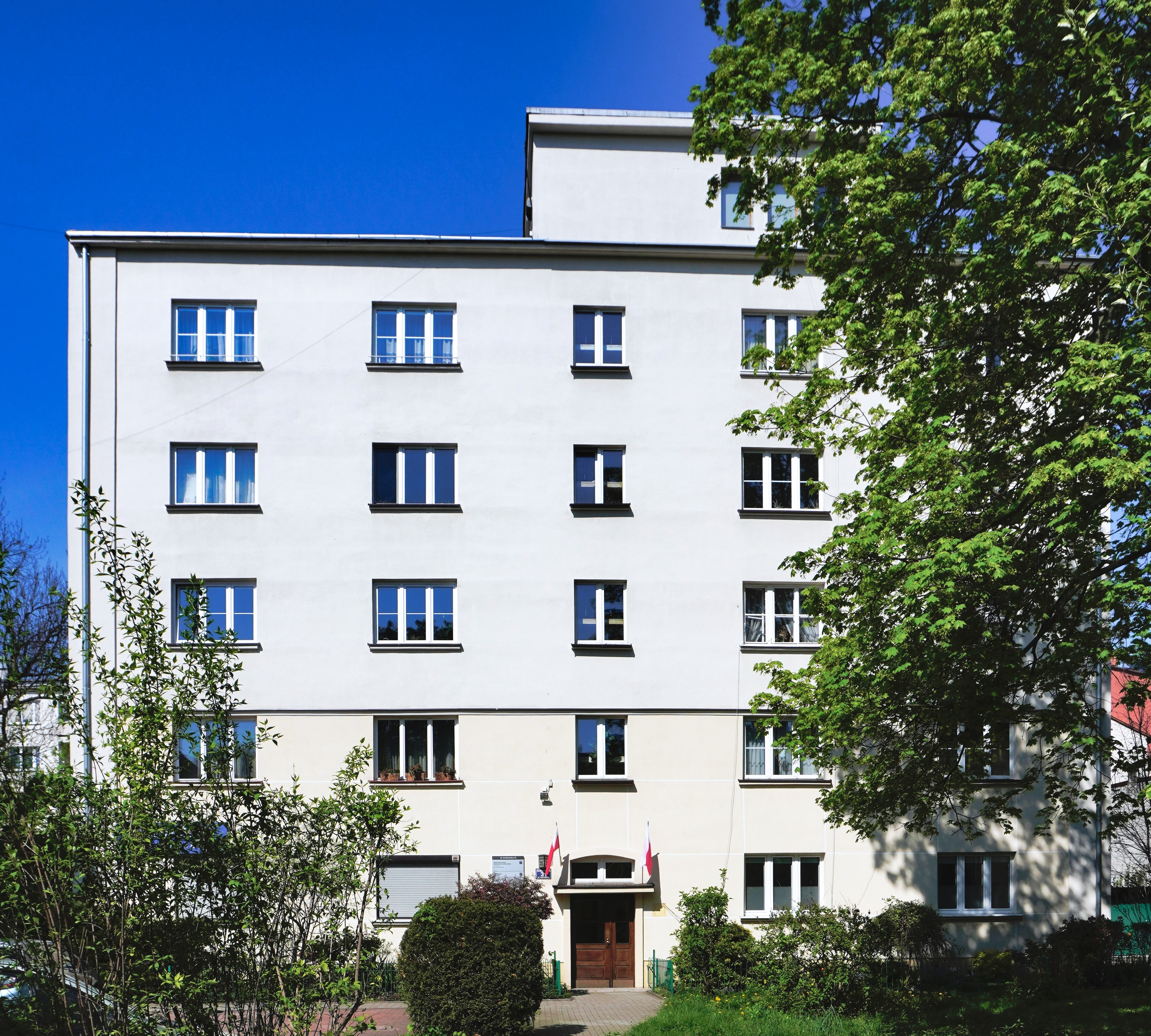
ul. Królewska 31 Blok mieszkalny
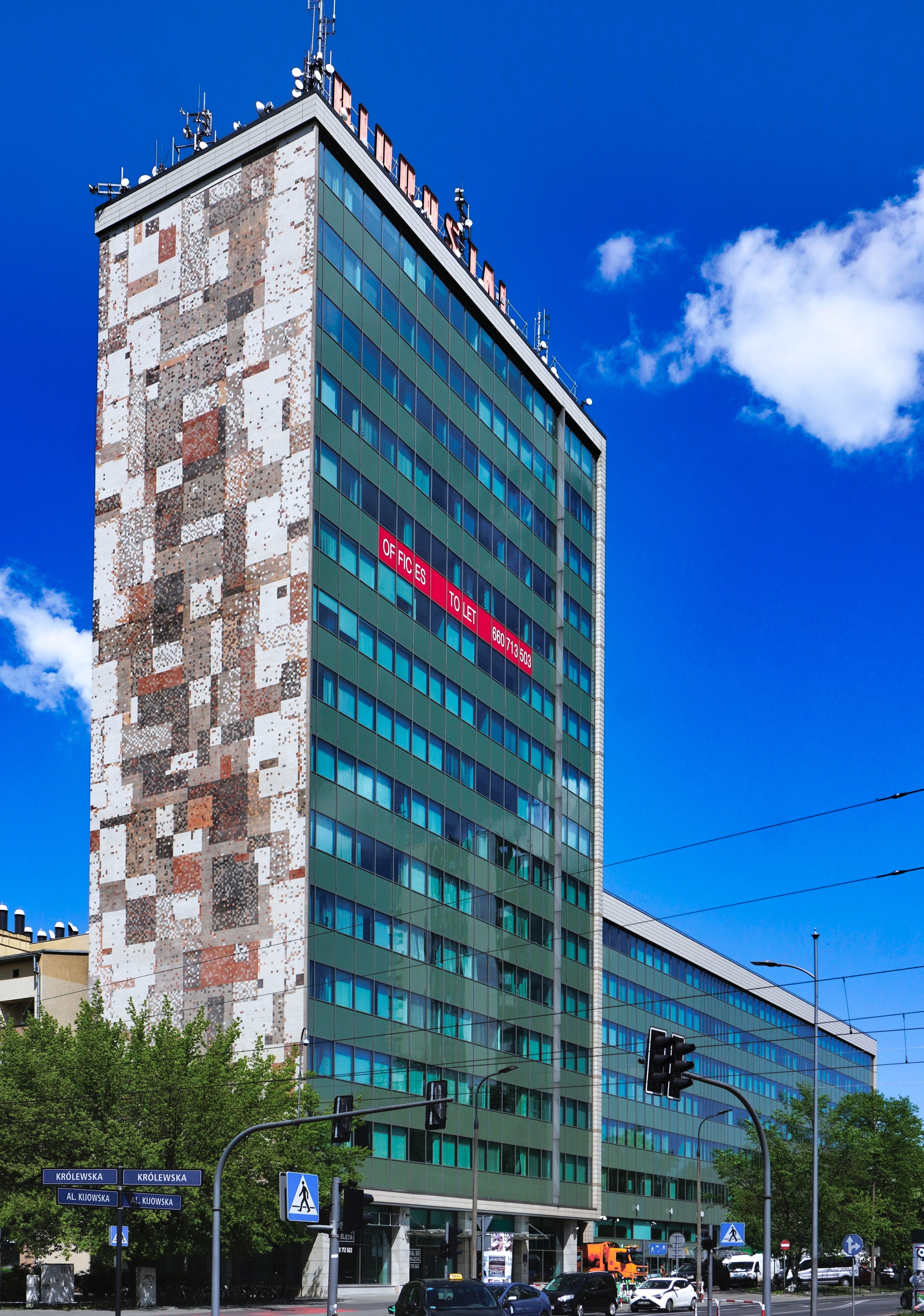
ul. Królewska 57 Biprostal